# Karantina
Karantina (tur. Karantina Adası – Karantenski otok) je otok u Izmirskom zaljevu, u Egejskom moru, u Turskoj.
Otok je dio okruga Urla pokrajine İzmir. Njegova površina je 0,323 km2, a od kopna (poluotok Karaburun u Anatoliji) je udaljen samo 600 metara. Između kopna i otoka postoji umjetna veza. Antička povijest otoka povezana je s antičkim nalazištem Klazomena. Tijekom 19. stoljeća otok je opremljen najsuvremenijim medicinskim instrumentima te je korišten kao karantenski otok. Godine 1950. zgrade su obnovljene i pretvorene u bolnicu. Godine 1955. ime mu je bilo "Institut za liječenje Sunca i mora". Nakon izgradnje novih zgrada preimenovana je u "Ortopedska bolnica Urla". Godine 1986. bolnica je preuređena u bolnicu opće namjene.
Na otoku se planira otvoriti medicinski muzej.

## Vanjske poveznice
|  | Zajednički poslužitelj ima još gradiva o temi Karantina |